# Александар Поуп
Александар Поуп (енгл. Alexander Pope; Лондон, 21. мај 1688 — Твикенхам, 30. мај 1744) је био енглески књижевник.
Један од најбољих сатиричних песника 18. века. Афористична вредност његових до савршенства дотераних стихова веома је допринела ширењу просветитељско-класицистичких учења у енглеској и светској књижевности.

## Дела

### Главна дела
- 1709: Pastorals
- 1711: An Essay on Criticism [2]
- 1712: Messiah
- 1712: The Rape of the Lock[2]
- 1713: Windsor Forest[2]
- 1715: The Temple of Fame: A Vision[3]
- 1715–1720: Превод Илијаде[2]
- 1717: Eloisa to Abelard[2]
- 1717: Three Hours After Marriage
- 1717: Elegy to the Memory of an Unfortunate Lady[2]
- 1723–1725: Шекспирова дела, у 6 књига
- 1725–1726: Превод Одисеје[2]
- 1727: Peri Bathous, Or the Art of Sinking in Poetry
- 1728: The Dunciad[2]
- 1733–1734: Essay on Man[2]
- 1735: The Prologue to the Satires

### Друга дела
- 1700: Ode on Solitude
- 1713: Ode for Musick[4]
- 1717: The Court Ballad[5]
- 1731: An Epistle to the Right Honourable Richard Earl of Burlington[6]
- 1733: The Impertinent, or A Visit to the Court[7]
- 1736: Bounce to Fop[8]
- 1737: The First Ode of the Fourth Book of Horace[9]
- 1738: The First Epistle of the First Book of Horace[10]